# Selección de balonmano de Alemania

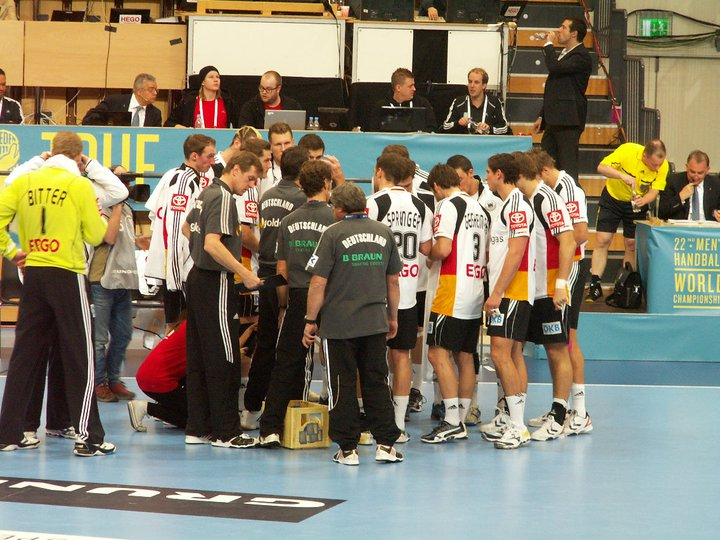
Tiempo muerto de Alemania durante el Campeonato del Mundo de 2011

La Selección de balonmano de Alemania es el equipo formado por jugadores de nacionalidad alemana que representa a la Federación Alemana de Balonmano en las competiciones internacionales organizadas por la Federación Internacional de Balonmano (IHF) o el Comité Olímpico Internacional (COI): los Juegos Olímpicos, Campeonato del Mundo de balonmano y Campeonato de Europa de balonmano. 
Es una de las selecciones más importantes y exitosos del mundo. El balonmano es uno de los deportes más populares en Alemania, un hecho que se reflejó en 1938 cuando los teutones lograron su primer mundial en un campeonato en el que ejercían como locales. Pero tuvieron que pasar 40 años para que la selección germana se coronara otra vez como la mejor del planeta, venciendo por 20-19 al combinado soviético en la final de 1978.
En el año 2007, Alemania acogió de nuevo la organización del campeonato del mundo. Después de una competición muy reñida que vio a 24 equipos nacionales disputarse el cetro mundial, el conjunto teutón hizo valer su condición de anfitrión y derrotó a Polonia en la final para alzarse con su tercer entorchado. A todos estos éxitos hay que añadirles la medalla de oro olímpica lograda en 1936, el título europeo que Alemania conquistó en 2004 y dos medallas de oro en el Mundial Masculino Junior de 2009 y 2011.
Alemania se proclamó campeona del Europeo 2016, tras vencer a España por (24-17).

## Medallero histórico
Juegos Olímpicos
- Medalla de oro en los Juegos Olímpicos de Berlín 1936
- Medalla de oro en los Juegos Olímpicos de Moscú 1980 (*)
- Medalla de plata en los Juegos Olímpicos de Los Ángeles 1984
- Medalla de plata en los Juegos Olímpicos de Atenas 2004
- Medalla de plata en los Juegos Olímpicos de París 2024

(*) En la edición de 1980 obtuvo una medalla de oro, la extinta selección de Alemania Oriental, reincorporada a la República Federal en los años 1990.
Campeonato Mundial de Balonmano
- Medalla de oro en el Mundial de 1938
- Medalla de plata en el Mundial de 1954
- Medalla de bronce en el Mundial de 1958
- Medalla de plata en el Mundial de 1970 (*)
- Medalla de plata en el Mundial de 1974 (*)
- Medalla de oro en el Mundial de 1978
- Medalla de bronce en el Mundial de 1978 (*)
- Medalla de bronce en el Mundial de 1986 (*)
- Medalla de plata en el Mundial de 2003
- Medalla de oro en el Mundial de 2007

(*) En las ediciones de 1970, 1974, 1978 y 1986 obtuvo medallas la extinta selección de Alemania Oriental, reincorporada a la República Federal en los años 1990.
Campeonato Europeo de Balonmano
- Medalla de bronce en el Europeo de 1998
- Medalla de plata en el Europeo de 2002
- Medalla de oro en el Europeo de 2004
- Medalla de oro en el Europeo de 2016

Campeonato Mundial de Balonmano Masculino Junior
- Medalla de plata en el Mundial Junior de 1983.
- Medalla de plata en el Mundial Junior de 2007.
- Medalla de oro en el Mundial juvenil de 2009.[1]
- Medalla de oro en el Mundial juvenil de 2011.
- Medalla de Bronce en el Mundial Junior de 2015.

Campeonato Europeo de Balonmano Junior
- Medalla de oro en el Europeo Junior de 2004.
- Medalla de oro en el Europeo Junior de 2006.
- Medalla de plata en el Europeo Junior de 2008.
- Medalla de oro en el Europeo Junior de 2014.

Juegos de la Amistad
- Medalla de oro en los únicos Juegos de la Amistad de 1984. (*)

(*) Obtuvo una medalla de oro, la extinta selección de Alemania Oriental, reincorporada a la República Federal en los años 1990.

## Jugadores

### convocatoria 2024
| N.º | Nombre             | Altura         | Edad | Posición          | Partidos | Goles | Club                   |
| --- | ------------------ | -------------- | ---- | ----------------- | -------- | ----- | ---------------------- |
| 1   | David Späth        | 1,97 m (6′ 6″) | 21   | Arquero           | 4        | 0     | Rhein-Neckar-Löwen     |
| 3   | Nils Lichtlein     | 1,83 m (6′ 0″) | 21   | Central           | 4        | 2     | Füchse Berlin          |
| 4   | Johannes Golla     | 1,95 m (6′ 5″) | 26   | Pívot             | 67       | 231   | SG Flensburg-Handewitt |
| 11  | Sebastian Heymann  | 1,98 m (6′ 6″) | 25   | Lateral izquierdo | 21       | 34    | FRISCH AUF! Göppingen  |
| 14  | Justus Fischer     | 1,93 m (6′ 4″) | 20   | Pivot             | 4        | 3     | TSV Hannover-Burgdorf  |
| 15  | Juri Knorr         | 1,92 m (6′ 4″) | 23   | Central           | 46       | 168   | Rhein-Neckar-Löwen     |
| 17  | Lukas Zerbe        | 1,84 m (6′ 0″) | 27   | Extremo derecho   | 24       | 29    | TBV Lemgo              |
| 18  | Julian Köster      | 2,00 m (6′ 7″) | 21   | Lateral Izquierdo | 44       | 6     | VfL Gummersbach        |
| 20  | Philipp Weber      | 1,94 m (6′ 4″) | 31   | Central           | 78       | 167   | SC Magdeburg           |
| 23  | Renars Uščins      | 1,89 m (6′ 2″) | 21   | Lateral derecho   | 6        | 10    | TSV Hannover-Burgdorf  |
| 25  | Kai Häfner         | 1,92 m (6′ 4″) | 34   | Lateral derecho   | 137      | 329   | TVB 1898 Stuttgart     |
| 28  | Tim Nothdurft      | 1,94 m (6′ 4″) | 26   | Extremo Izquierdo | 2        | 1     | Bergischer HC          |
| 33  | Andreas Wolff      | 1,98 m (6′ 6″) | 32   | Arquero           | 145      | 14    | KS Kielce              |
| 34  | Rune Dahmke        | 1,89 m (6′ 2″) | 30   | Extremo izquierdo | 61       | 94    | THW Kiel               |
| 36  | Lukas Mertens      | 1,82 m (6′ 0″) | 27   | Extremo izquierdo | 31       | 76    | SC Magdeburg           |
| 38  | Hanne Martin       | 1,93 m (6′ 4″) | 22   | Lateral izquierdo | 2        | 5     | TSV Hannover-Burgdorf  |
| 44  | Christoph Steinert | 1,96 m (6′ 5″) | 33   | Lateral derecho   | 32       | 66    | HC Erlangen            |
| 73  | Timo Kastening     | 1,84 m (6′ 0″) | 28   | Extremo derecho   | 49       | 174   | MT Melsungen           |
| 80  | Jannik Kohlbacher  | 1,93 m (6′ 4″) | 28   | Pívot             | 99       | 198   | Rhein-Neckar-Löwen     |

### Internacionalidades
Esta es la lista de los jugadores de la selección de balonmano de Alemania con mayor número de partidos internacionales.
| 1. Frank-Michael Wahl, 344 2. Klaus-Dieter Petersen, 340 3. Christian Schwarzer, 318 4. Volker Zerbe, 284 5. Andreas Thiel, 257 6. Stephan Hauck, 240 7. Henning Fritz, 235 8. Holger Winselmann, 234 9. Jan Holpert, 228 10. Markus Baur, 227 11. Florian Kehrmann, 223 12. Stefan Kretzschmar, 218 13. Oliver Roggisch, 204 14. Pascal Hens, 199 15. Martin Schwalb, 193 | 16. Jochen Fraatz, 185 17. Daniel Stephan, 183 18. Torsten Jansen, 178 19. Frank Von Behren, 167 20. Carsten Lichtlein, 165 21. Mike Fuhrig, 165 22. Christian Zeitz, 165 23. Holger Glandorf, 164 24. Dominik Klein, 163 25. Stefan Hecker, 157 26. Rüdiger Borchardt, 153 27. Ulrich Roth, 151 28. Horst Spengler, 148 29. Sebastian Preiß, 145 30. Peter Hofmann, 145 | 31. Christian Ramota, 144 32. Johannes Bitter, 141 33. Erhard Wunderlich, 140 34. Herbert Lübking, 139 35. Lars Kaufmann, 132 36. Heiner Brand, 131 37. Bernd Roos, 130 38. Rüdiger Neitzel, 124 39. Manfred Freisler, 122 40. Arno Ehret, 121 41. Mark Dragunski, 117 42. Michael Haaß, 117 43. Michael Kraus, 115 44. Matthias Hahn, 110 45. Manfred Hofmann, 110 |

### Goleadores
Esta es la lista de los jugadores de la selección de balonmano de Alemania con mayor número de goles anotados en partidos internacionales.